# Fono Bus
Emprendimientos S.R.L., actualmente conocido como Fono Bus o Grupo Fono Bus, es un grupo empresarial Argentino de transporte de Pasajeros con sede en la Ciudad de Córdoba, ubicada en la provincia homónima. La empresa opera servicios provinciales y municipales en la provincia de Córdoba.

## Historia
La Emprendimientos S.R.L., fue fundada en el año 1994 para operar el servicio Córdoba - Villa Carlos Paz bajo la modalidad puerta a puerta.
En 1997, incorpora el servicio Córdoba - Saldán y en 1998, Córdoba - Jesús María.
Posteriormente, se incorporaron servicios (bajo la modalidad de Regular Diferencial) hacia el Valle de Punilla (Tanti, Cuesta Blanca y Cabalango) la zona norte de Córdoba como Colonia Caroya, San Francisco del Chañar, Río Ceballos, Salsipuedes, Agua de Oro, entre otros.
En 2010, la empresa comenzó a operar el transporte urbano de las localidades de Mendiolaza y Saldán.
En 2012, Fonobus había adquirido las empresas Rápido del Sur S.A. (que prestaba servicios Regular Común entre Córdoba, Río Cuarto, Adelia María y Laboulaye) y Autotransportes Adelia María S.R.L. (que prestaba servicio Regular Diferencial entre la localidad homónima y Río Cuarto), aunque fueron adquiridos en 2013 por la empresa Buses Lep.
En diciembre de 2013, tras la quita de la concesión de Transporte Carlos Paz S.R.L. del Corredor Córdoba - Tanti/Cuesta Blanca, se le otorga la prestación del denominado Servicio Regular Común junto con la empresa Sarmiento.
En junio de 2017, se anunció que Fono Bus y Buses Lep se harían cargo de los trabajadores y los recorridos de las empresas Mercobus y Plusultra (ambas del Grupo Plaza), luego de que se le rescindieran los contratos de concesión por irregularidades (como faltas de pago de las ART y los seguros de micros).

## Subsidiarias
- Fono Bus Operadora de los servicios Regular Diferencial y Regular Común interurbanos en la Provincia de Córdoba.
- City Bus Operadora de servicios urbanos de transporte en Bialet Massé, Mendiolaza, Saldán,[3] Santa María de Punilla,[9] y Tanti.
- Eder Empresa operadora del Servicio Córdoba - Salsipuedes - Agua de Oro - Ascochinga.[4]
- La Diligencia Vip Empresa operadora del Servicio Córdoba - Río Primero - Santa Rosa de Río Primero.[4]
- El Tatú Carretero Empresa operadora del Servicio Córdoba - Sebastián Elcano.[10]

### Servicios Brindados
| Horarios Domingos (Córdoba hacia Agua de Oro) | Horarios Domingos (Córdoba hacia Agua de Oro) | Horarios Domingos (Córdoba hacia Agua de Oro) | Horarios Domingos (Córdoba hacia Agua de Oro) |
| Córdoba                                       | Río Ceballos                                  | Salsipuedes                                   | Agua de Oro                                   |
| --------------------------------------------- | --------------------------------------------- | --------------------------------------------- | --------------------------------------------- |
| 06:00                                         | 07:00                                         | 07:20                                         | 07:40                                         |
| 08:00                                         | 09:00                                         | 09:20                                         | 09:40                                         |
| 10:00                                         | 11:00                                         | 11:20                                         | 11:40                                         |
| 12:00                                         | 13:00                                         | 13:20                                         | 13:40                                         |
| 14:00                                         | 15:00                                         | 15:20                                         | 15:40                                         |
| 14:15                                         | 15:15                                         | 15:35                                         | 15:55                                         |
| 14:30                                         | 15:30                                         | 15:55                                         | 16:15                                         |
| 16:00                                         | 17:00                                         | 17:20                                         | 17:40                                         |
| 18:00                                         | 19:00                                         | 19:20                                         | 19:40                                         |
| 18:15                                         | 19:15                                         | 19:35                                         | 19:55                                         |
| 18:30                                         | 19:30                                         | 19:50                                         | 20:10                                         |
| 20:00                                         | 21:00                                         | 21:20                                         | 21:40                                         |
| 20:30                                         | 21:30                                         | 21:50                                         | 22:10                                         |
| 22:30                                         | 23:30                                         | 23:50                                         | 00:10                                         |
| 00:15                                         | 01:15                                         | 01:35                                         | 01:55                                         |

Nota: Última actualización: 07/04/2022